# Okres Arbon
Okres Arbon je švýcarský okres v kantonu Thurgau. Skládá se z 12 obcí a jeho správním centrem je město Arbon. V roce 2011 zde žilo 52 633 obyvatel.

## Obce okresu
- Amriswil
- Arbon
- Dozwil
- Egnach
- Hefenhofen
- Horn
- Kesswil
- Roggwil
- Romanshorn
- Salmsach
- Sommeri
- Uttwil